# Прапор і герб кантону Невшатель
Прапор і герб Невшателя — офіційні символи республіки та кантону Невшатель.

## Описи
Геральдичний опис герба кантону Невшатель (ст. 3 Конституції) такий: «Щит двічі розсічено на зелений, срібний та червоний колір, хрестик срібного кольору в лівому верхньому куті».
Вексилологічний опис прапора Невшателя: «Вертикально розташовані три кольори: зелений (біля древка), білий і червоний, з білим хрестиком у верхній частині червоного поля».
На прапорі зелений колір завжди розташований з боку древка, а на гербі — з геральдичної правої сторони. Хрест — з геральдичної лівої сторони.

## Значення
Прапор кантону Невшатель — триколірний, зелено-біло-червоний, з невеликим швейцарським хрестом у верхньому правому куті. Існує кілька версій його значення, але вони відрізняються одна від одної.
Адольф Готьє повідомляє, що білий хрест на червоному тлі був символом об'єднання республіканців, зелений колір символізував ялинки гірського масиву Юра, «колиску Республіки», а білий колір вказував на те, що революція відбулася мирним шляхом.
Мюлеманн повідомляє, що у той час зелений колір був трендом, нагадуючи про революції та свободу, що послідувала за ними.
Нарешті, в статті в газеті Le Temps від 4 січня 2001 року наводиться інше пояснення від кантонального архівіста Моріса де Тріболе. Останній пояснює, що Алексіс-Марі Піаже, президент тимчасового уряду, що виник після революції 1 березня 1848 року, прагнув швидко знайти символ, який об'єднав би три регіони нової Республіки, і що зелений колір був обраний для позначення пасовищ, білий — для пшениці в долинах, а червоний — для червоного вина, що виробляється на березі Невшательського озера.

## Історія
Першігеральдичні та сфрагістичні  зображення графів Невшателя з Ульріхом I Невшательським (1015/20 - ?) містять один або кілька стоврів, на які нанесено шеврони. Найдавніше відоме зображення — печатка Рудольфа II з Невшателя, поставлена в 1192 році. На ній зображено замок, увінчаний фронтоном. Луї Мюлеманн повідомляє, що «можна припустити, що вибір шевронів має на меті символізувати фронтон замку на старовинній печатці як геральдичний символ». Адольф Готьє у 1878 році у своїй книзі «Герби та кольори Конфедерації та швейцарських кантонів» наводить те саме пояснення щодо шевронів і додає, що дві жовті смуги символізують дві вежі замку Невшатель. Він також наводить інше пояснення шевронів: вони символізують сінники, слово, схоже за звучанням на Фінельц (Vinelz німецькою мовою), село походження родини Невшатель, оскільки Ульріх I Невшательський також носив титул «граф Феніс».
Зміна кількості смуг коливалася між першим зображенням, зафіксованим в 1192 році, та остаточною версією, як за кольорами, так і за формою герба дому Невшателя, і датується часів Людовика I Невшательського (1343-1373). Однак до 1264 року письменник Конрад фон Муре у своїй книзі Clipearius Teutonicorum, присвяченій гербам вищої знаті, вказав кольори, що використовувалися: «Niwemburg gilve zone tres atque due sunt Alba, ne niveis rubei tractus sibis desunt» (Невшатель: три золоті та дві срібні смуги з червоними шевронами). Цей жовто-червоно-білий прапор залишався в силі під час переходу князівства Невшатель до рук Пруссії в 1707 році аж до вторгнення військ Наполеона I в 1806 році.
У 1814 році король Пруссії повернув собі володіння цими землями, дозволивши при цьому Князівству Невшатель приєднатися до Швейцарської Конфедерації як новий кантон у 1815 році. У 1831 році був організований антимонархічний путч на чолі з Альфонсом Буркіном, який 13 вересня 1831 року захопив замок Невшатель. За допомогою Конфедерації король Пруссії зумів перемогти Альфонса Буркіна та повстанців, які зробили жовтий прапор червоно-білий прапор своїм революційним прапором, влада вирішила змінити прапор королівським указом від 22 березня 1836 року і обрала горизонтальний триколірний прапор оранжевого (суміш жовтого і червоного), чорного і білого кольорів (кольори Пруссії), який проіснував до 1848 року.
У 1848 році, під час утворення сучасної Швейцарії, Невшатель став республікою. 11 квітня 1848 року держава змінила свій прапор за рекомендацією спеціальної комісії і 44 голосами проти 37 прийняла кольори зелений, білий і червоний, розташовані вертикально, зі швейцарським хрестом у верхній частині червоного поля і написом 1848 чорним чорнилом у центрі. Один із перших прапорів, що зберігається донині у Військовому музеї в Коломб'є, показує, що прапор був прямокутним.
Хоча схожість з італійським прапором вражає, у 1848 році останньою італійською територіальною одиницею, яка мала практично ідентичний триколор, була Цизальпійська республіка, яка припинила своє існування 1802 року. Інші республіки до об'єднання Італії прийняли зелено-біло-червоний триколор під час Весни Націй у 1848 році, такі як Республіка Святого Марка, Велике герцогство Тосканське та Королівство Сардинське (1848—1851), але об'єднана Італія не прийняла триколор до 1861 року.
Вексилологи та геральдисти, такі як Адольф Готьє у 1878 році або Луї Мюлеманн у 1991 році, у своїх працях з цього приводу висловлюють жаль з приводу вибору нового прапора, перший з них вважає, що «Невшатель є єдиною історичною країною у Швейцарії єдиною історичною країною, яка в момент політичної пристрасті зреклася свого минулого», благаючи, щоб "жителі Невшателя відмовилися від свого вигаданого герба і повернулися до свого старовинного і славного герба (…) " (с. 116), другий вважає, що «цей поспішний вибір не є більш вдалим» (с. 149), обидва засуджуючи схожість із прапором Італії. Мюлеманн також заперечує розташування хрестика на полі прапора, вважаючи, що він повинен знаходитися на почесному місці, тобто поблизу древка.

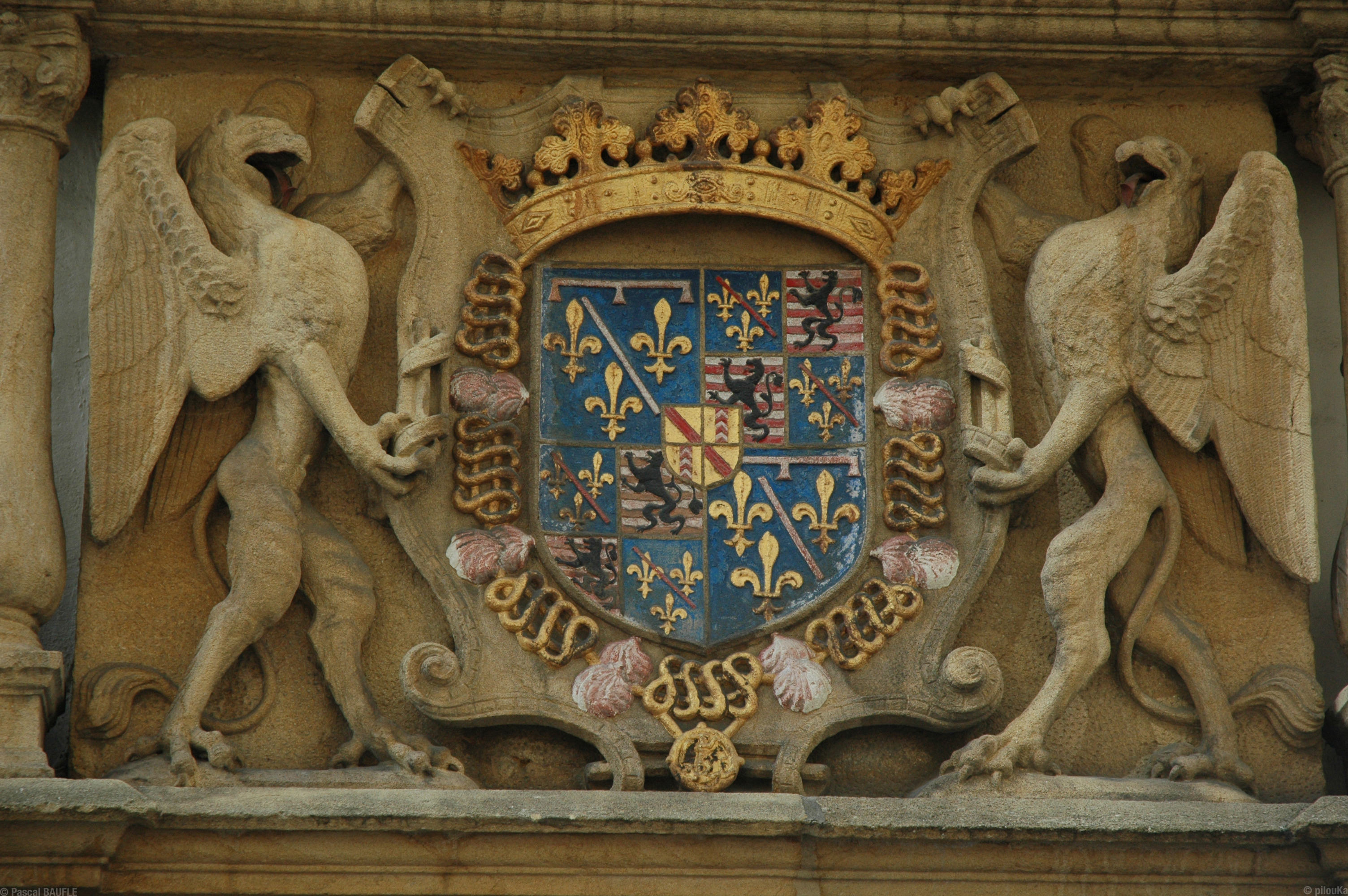
Герб герцога Орлеанського-Лонгвіля, принца Невшателя, на Будинку Аль у Невшателі
Герб князівства Невшатель (~1350-1806)
Прапор князівства Невшатель (~1350-1806)
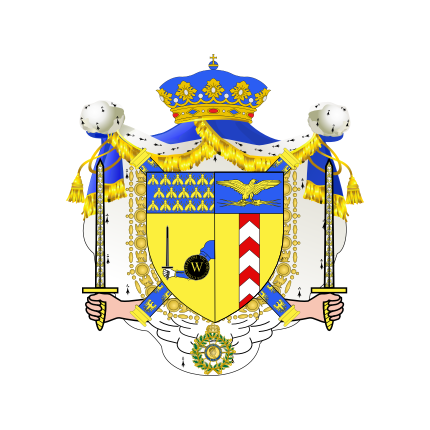
Прапор князівства Невшатель (1806-1814)
Прапор князівства Невшатель з 1836 по 1848 рік
Репродукція одного з перших прапорів Республіки Невшатель, виставленого у військовому музеї в Коломб'є/Пн-Сх.

## Прапор, який регулярно оскаржується

Прапор міста Невшатель

Хоча декрет Великої Ради кантону Невшатель від 30 січня 1849 року заборонив використання колишніх історичних кольорів (жовтого, червоного та білого) та прусських (помаранчевого, чорного та білого), з прийняттям Закону про комуни від 5 березня 1888 року кілька комун (Будрі, Серньє, Крессьє, Ле-Ландерон, Мотьє, Саваньє та Валанжен) знову почали використовувати шеврони на своїх гербах. Прапор міста Невшатель містить не тільки історичний герб князівства, а й чорного орла. Цікаво, що чорний орел також присутній на старому прапорі Прусського королівства. Однак з 1848 року неодноразово висувалися вимоги змінити прапор кантону, щоб повернутися до колишнього історичного прапора:
- ще 1883 року Швейцарське нумізматичне товариство запросило Велику раду, Державну раду та суди змінити прапор[11];
- 1917 року Історико-археологічне товариство кантону Невшатель також висловило жаль з приводу прапора, запропонувавши владі повернутися до історичних кольорів[1];
- 26 березня 1923 року Велика рада відхилила відповідну пропозицію, яка раніше вже була відхилена Державною радою;
- 1934 року ініціатива, започаткована студентським товариством Цофінгена, не увінчалася успіхом[9];
- 17 травня 1950 року до Великої ради було подано пропозицію про зміну герба, але збереження прапора[9] в результаті народної ініціативи. Розроблений декрет був схвалений 55 голосами проти 45[1] 9 березня 1954 року, але текст був категорично відхилений на народному голосуванні 20 червня 1954 року, зокрема, з великою перевагою голосів у Нешательських горах[12];
- 11 вересня 2014 року сесія молодіжного парламенту знову подала петицію[13] про повернення прапора історичних кольорів[14].

## Інші вексилологічні та геральдичні зображення
Прапор також випускається у вигляді орифлами, з хвостом або з плоскою основою. Прапор-орифлама кантонів, на якому у верхній частині зображено прапор кантону, а в нижній частині — кольори кантону, називається «повним» прапором.
Герб знаходиться на задніх номерних знаках транспортних засобів, зареєстрованих у кантоні Невшатель.

Повний прапор Невшателя
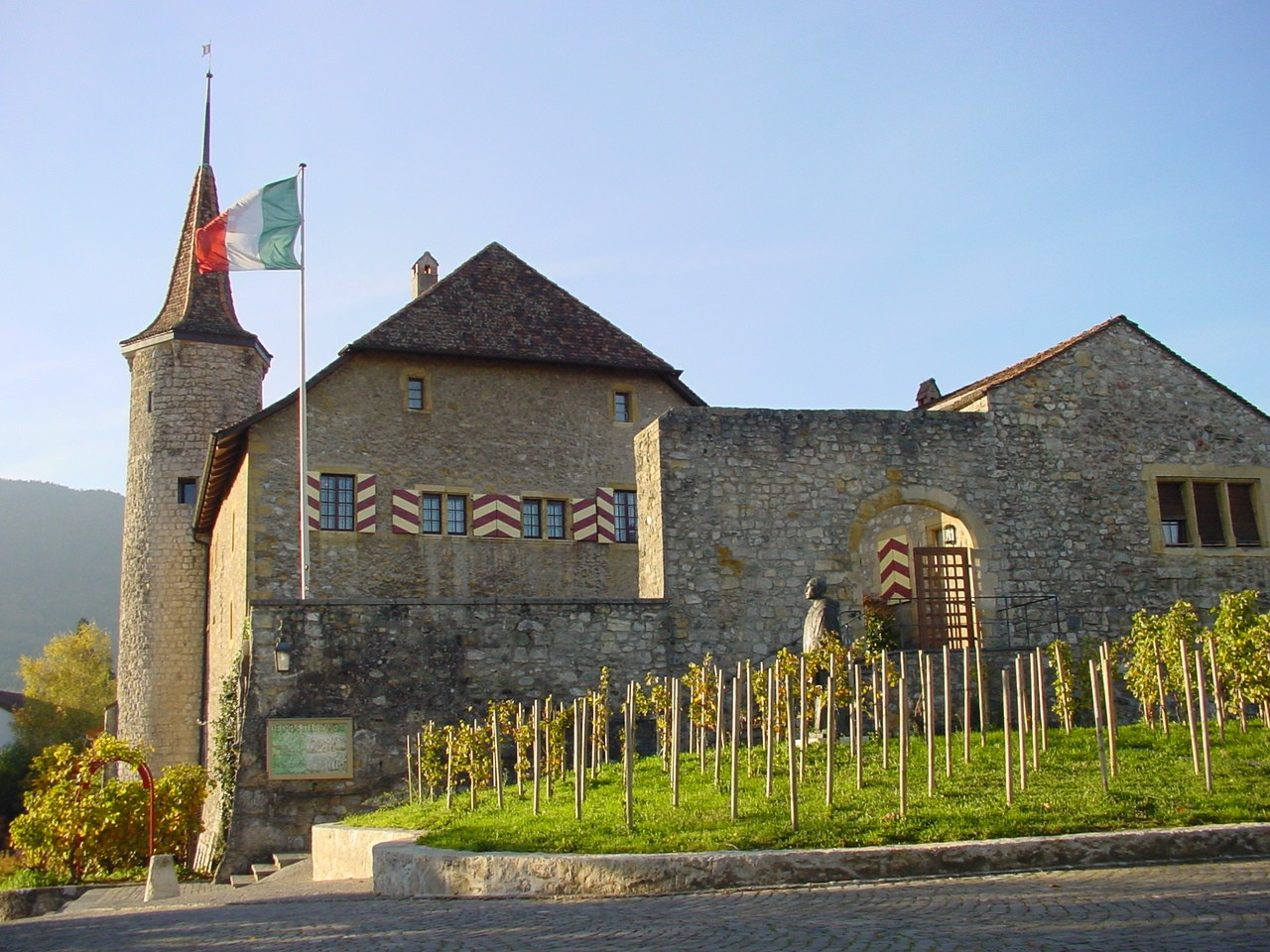
Невшательський прапор перед замком Будрі
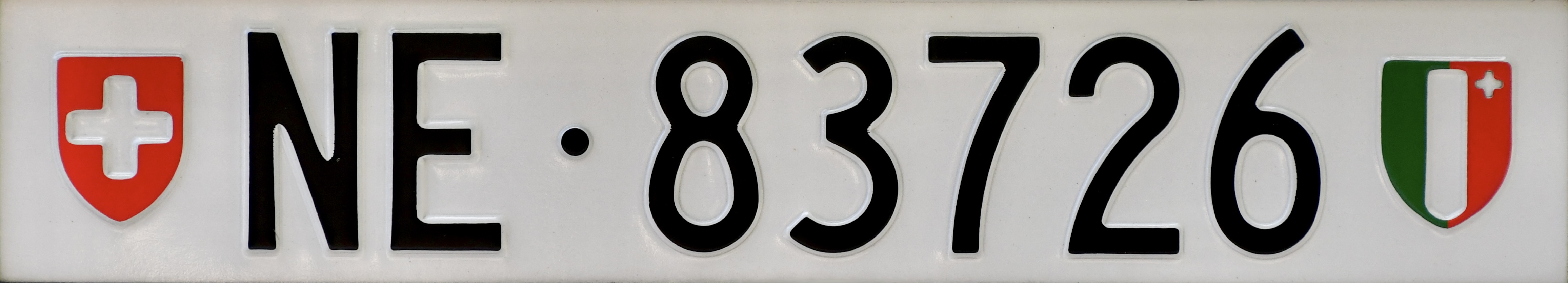
Задній номерний знак Невшателя
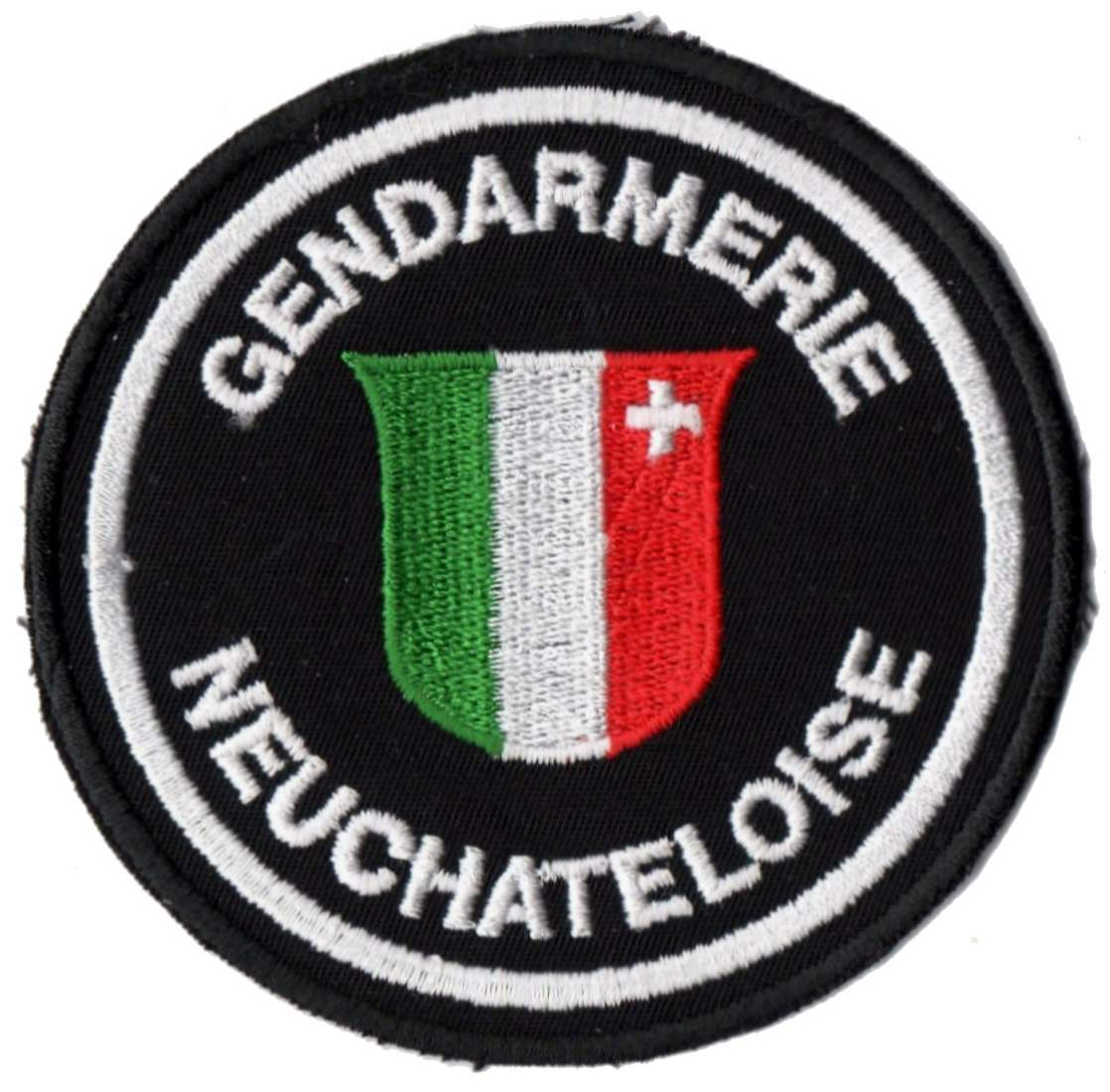
Емблема жандармерії Невшателя
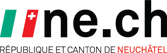
Лого Невшателя